# アメリカン・プレジデント
『アメリカン・プレジデント』（The American President）は、1995年のアメリカ合衆国のロマンティック・コメディ映画。監督はロブ・ライナー、出演はマイケル・ダグラスとアネット・ベニングなど。独身の米国大統領の恋愛を描いている。

## ストーリー
アメリカ合衆国大統領アンドリュー・シェファードは、分刻みのスケジュールの中で多忙な日々を過ごしていた。そんなある日、次の会合への時間調整のため環境保護団体との会合に顔を出したシェファードは、彼の環境政策への消極姿勢を批判する女性ロビイストのシドニー・ウェイドと出会う。そこでシドニーに一目惚れしたシェファードは、フランスの新大統領就任の晩餐会に彼女を招待し、二人でダンスを楽しむのだった。二人の仲は急速に深まっていき、シェファードの一人娘ルーシーも父の恋愛を応援するが、側近たちは次期大統領選挙への影響を懸念する。妻と死別した直後の同情票で当選したシェファードにとって、女性スキャンダルは致命的になると考えてのことだった。二人の関係を知った次期大統領選の対立候補であるボブ・ラムソン上院議員は、マスコミに情報をリークしてシェファードを攻撃する。
シェファードの立場を考え別れを切り出すシドニーに対し、シェファードは自分の気持ちを伝え恋仲となり、マスコミに二人の関係を公表する。シェファードの覚悟を知った側近たちはシドニーを守ろうとするが、マスコミ報道は過熱し、さらに環境問題と銃規制問題の取り組みを巡り二人に溝が生じてしまう。また、シドニーが環境デモに参加した際に星条旗を燃やした事実を掴んだラムソンは攻勢を強め、シェファードの支持率は大幅に低下する。責任を感じたシドニーはシェファードの前から姿を消す。シェファードは記者会見を開き、「大統領選挙に当選しやすいという理由ではなく、本当に必要とされている問題を優先する」として、環境問題と銃規制問題の両方に取り組むことを宣言し、さらにラムソンに対し「彼女は君に何もしないよ」と告げる。シェファードの気持ちを知ったシドニーは彼の元に戻り、シェファードは彼女に見送られて一般教書演説に向かう。

## キャスト
※括弧内は日本語吹替。
- アンドリュー・シェファード大統領 - マイケル・ダグラス（小川真司）
- シドニー・エレン・ウェイド - アネット・ベニング（弘中くみ子）
- A・J・マッキナニー大統領主席補佐官 - マーティン・シーン（納谷六朗）
- ルイス・ロスチャイルド首席内政補顧問 - マイケル・J・フォックス（平田広明）
- ロビン・マッコール報道担当補佐官 - アンナ・ディーヴァー・スミス（英語版）（野沢由香里）
- ジェニー・バスディン専属補佐官（英語版） - サマンサ・マシス（篠原恵美）
- ルーシー・シェファード - ショーナ・ウォルドロン（英語版）（岡村明美）
- レオン・コダック世論調査官 - デヴィッド・ペイマー（喜多川拓郎）
- ボブ・ラムソン上院議員 - リチャード・ドレイファス（阪脩）
- 守衛 - トム・バリー（福田信昭）

## スタッフ
- 監督：ロブ・ライナー
- 製作：バーバラ・マルトビー、チャールズ・ニューワース、ロブ・ライナー、ジェフリー・ストット
- 脚本：アーロン・ソーキン
- 撮影：ジョン・シール
- 音楽：マーク・シャイマン
- 編集：ロバート・レイトン（英語版）
- タイトルデザイン：カイル・クーパー

## 作品の評価
Rotten Tomatoesによれば、56件の評論のうち、高評価は91%にあたる51件で、平均点は10点満点中7点、批評家の一致した見解は「ロブ・ライナー監督の『アメリカン・プレジデント』は、政治的な鋭い視点を交えた魅力的なロマンティック・コメディで、主演俳優たちの力強い演技と、1990年代の政治とメディアに対する辛辣な見解が特徴的です。」となっている。
Metacriticによれば、21件の評論のうち、高評価は15件、賛否混在は6件、低評価はなく、平均点は100点満点中68点となっている。